# 藍鰭稀棘䲁
藍鰭稀棘䲁（學名：Meiacanthus cyanopterus），為輻鰭魚綱鳚形目䲁科稀棘䲁屬的一種，分布於中西太平洋印尼巴里島海域，深度40至65公尺，本魚體延長，稍側扁，頭頂無冠膜，無鬚，下頜兩側有犬齒具有毒腺，體側具一對深色條紋延伸到尾鰭基部，背鰭硬棘15枚、背鰭軟條25-26枚、臀鰭硬棘2枚、臀鰭軟條14-16枚，體長可達10公分，棲息在較深的外海礁石坡，雌魚產附著性卵，雄魚有護卵行為，生活習性不明。